# 丹尼士車廠
丹尼士車廠（英語：Dennis Specialist Vehicles）是英國一間巴士及消防車製造廠，亦有推出貨車及私家車，總部設於英格蘭東南部的吉爾福德。

## 歷史
丹尼士車廠創辦人丹尼士兄弟John以及Raymond於1895年成立了自家的車廠，早期是先推出單車，而丹尼士車廠（當時叫Dennis Brothers Ltd）則於1901年由兩兄弟註冊成立。後來公司開始生產私家車及商用車，再到1913年停止生產私家車，1922年開始生產汽油割草機。
此後數十年間丹尼士都是生產卡車和客車為主。但一般而言主要以客車和消防車比較暢銷，並設有消防車車身的生產線。1967年，丹尼士一度放棄客車生產。1972年，丹尼士被Hestair Group收購並改稱Hestair Dennis，同年割草機生產線從吉爾福德遷往肯特，並於1976年出售。1977年，丹尼士又重新生產客車。
後來丹尼士放棄卡車生產，1985年，公司決定專注車輛底盤生產，英文名稱改為Dennis Specialist Vehicles，消防車車身生產線則從中脫離，成為John Dennis Coachbuilders；1989年又被轉售予Trinity Holdings；至1998年再被Mayflower Corporation收購；1999年Mayflower Corporation出售市政車輛生產線Dennis-Eagle。
2001年，丹尼士車廠併入由五月花公司與Henlys集團合作成立的TransBus International（現稱亞歷山大丹尼士）。今日亞歷山大丹尼士仍保留「丹尼士」此一品牌，位於吉爾福德的廠房乃亞歷山大丹尼士其中一個巴士底盤的生產工場，但於2020年關閉。

## 圖片

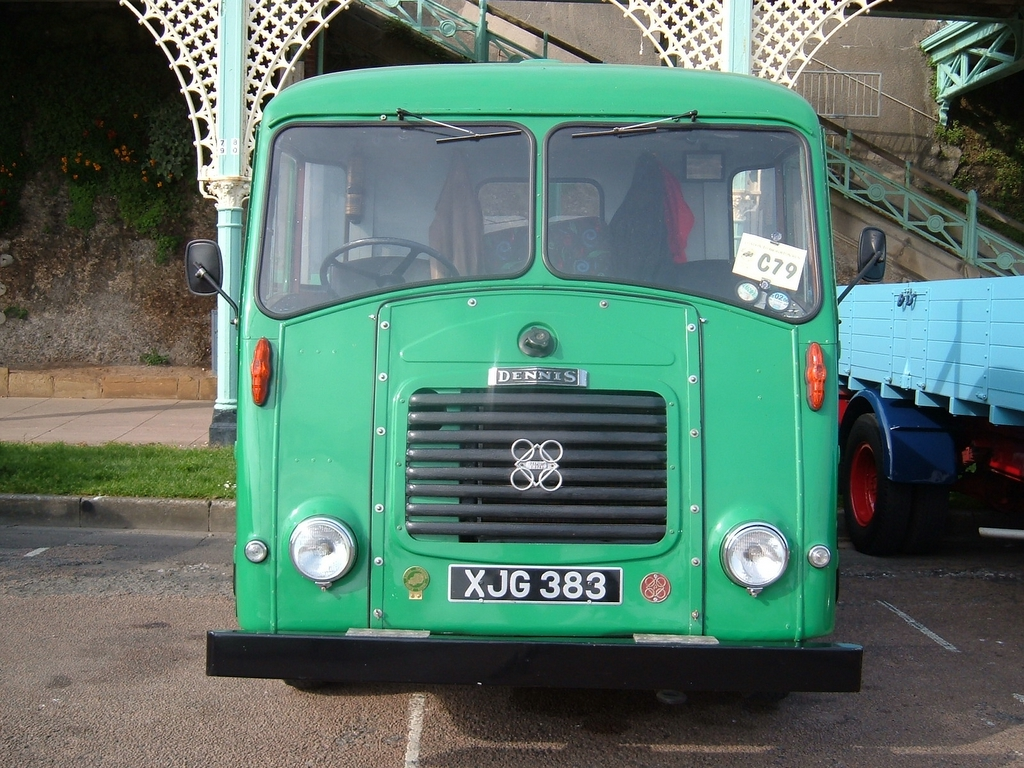
Dennis Pax貨車
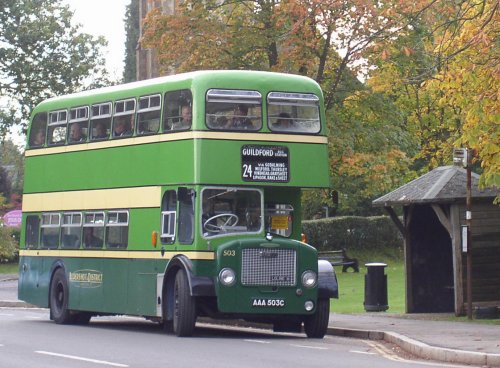
Dennis Loline雙層大巴
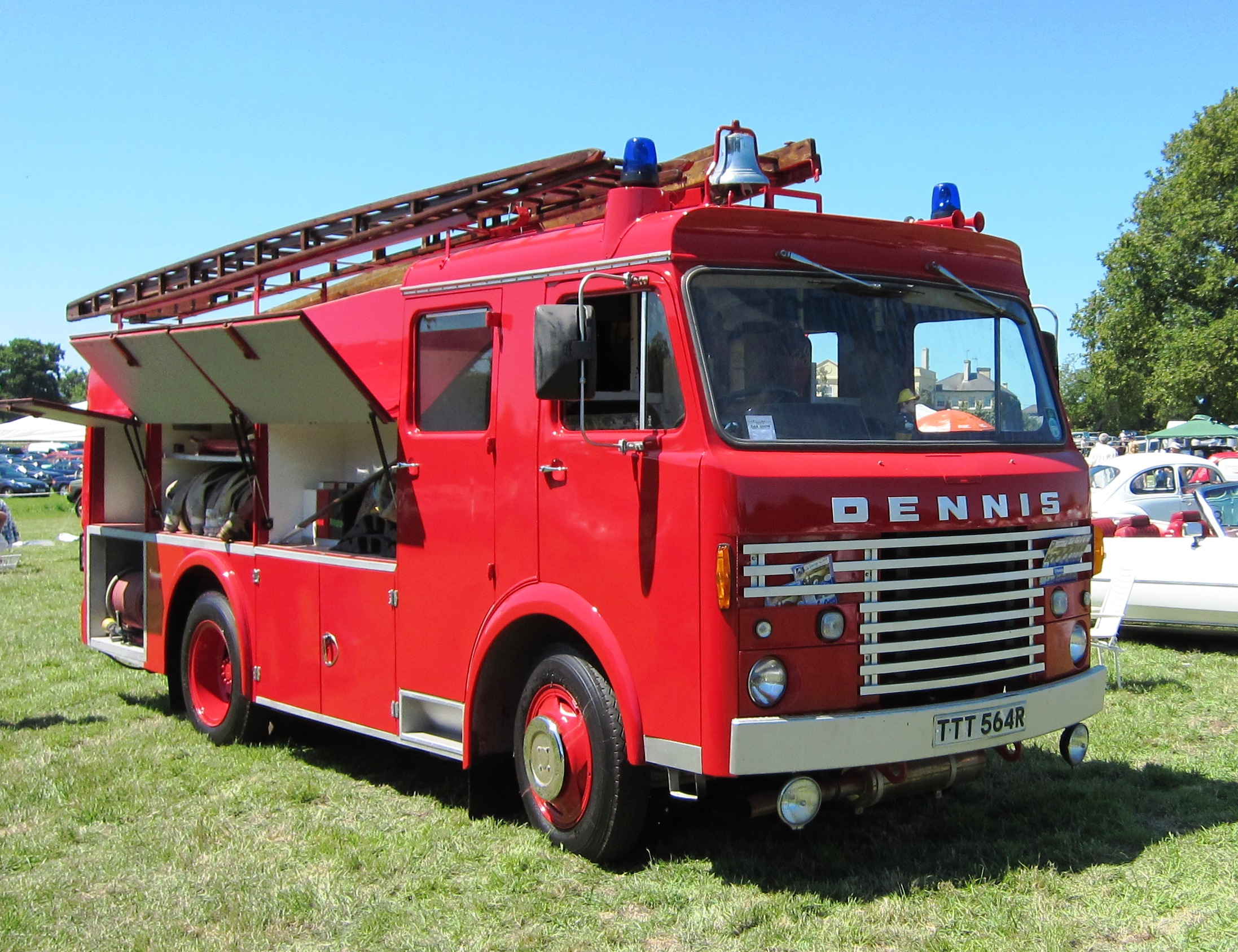
丹尼士消防車
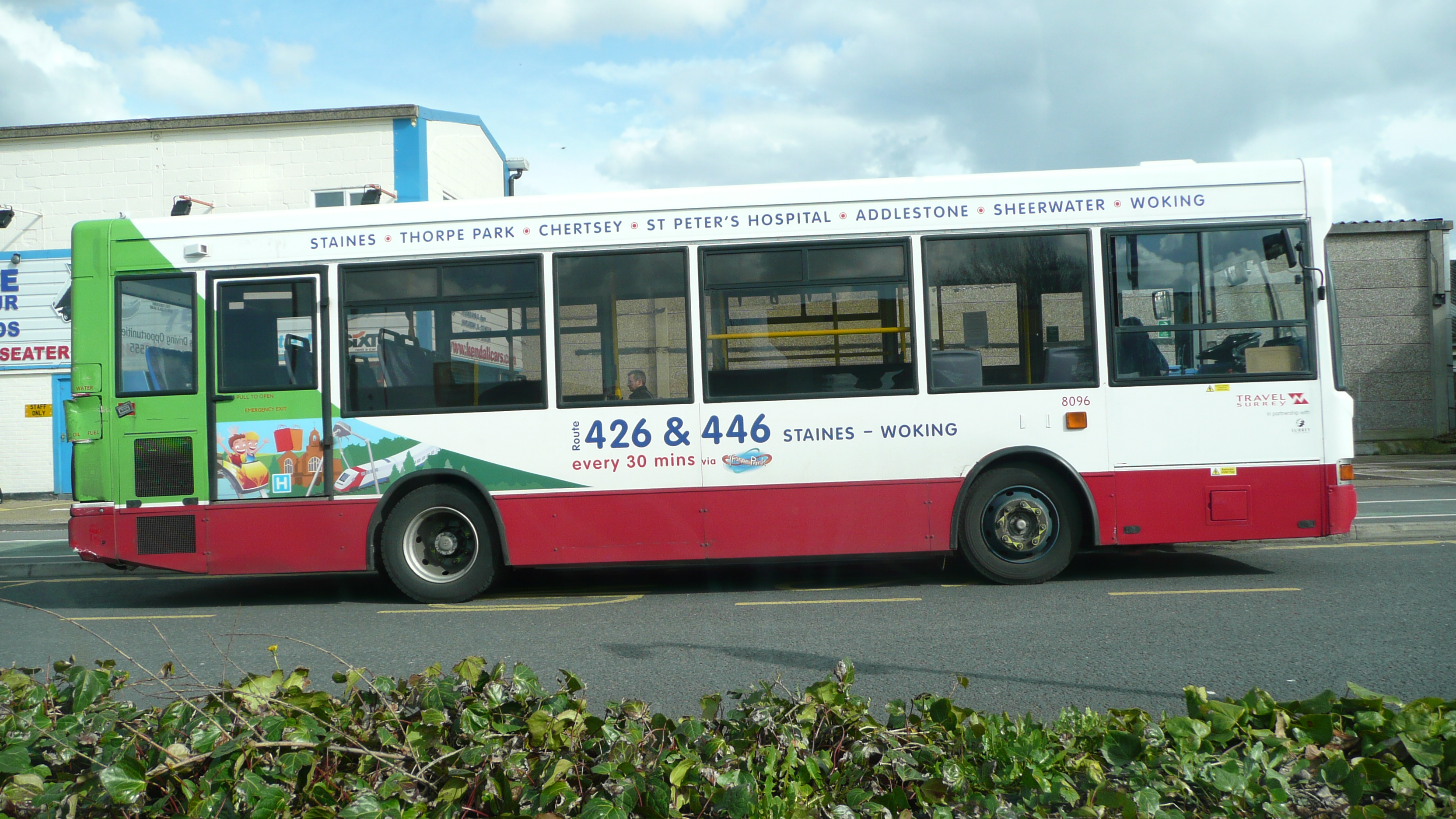
丹尼士飛鏢單層車

## 資料來源
- Dennis Specialist Vehicles - Surrey County Council